# میک مک‌درموت
میک مک درموت (به انگلیسی: Michael "Mick" McDermott، متولد بلفاست، ایرلند شمالی) بازیکن فوتبال سابق ایرلند شمالی است که اکنون به عنوان دستیار سرمربی در تیم ملی فوتبال قطر فعالیت میکند.
او در تیم فوتبال استقلال تهران علاوه بر مربی بدنساز به عنوان دستیار فنی علیرضا منصوریان نیز ایفای نقش می‌کرد.[1] پس از استعفای منصوریان او به عنوان سرمربی موقت استقلال انتخاب شد. بعدها او در دو مقطع زمانی توسط کارلوس کی‌روش برای همراهی تیم ملی فوتبال ایران دعوت به همکاری شد .
مربی ایرلندی سابق تیم ملی فوتبال ایران در گفتگویی که با سایت بلفست لایو انجام داده است به تمجید از دوران همکاری با کارلوس کی روش و سخت کوشی و تلاش این مربی در جریان رقابت های جام جهانی ۲۰۱۸ روسیه پرداخته است .
این مربی ایرلندی ادعا کرده که مثل مورینیو گل تیم ملی فوتبال ایران به مراکش در دقیقه ۹۵ را جشن گرفته و بعد از جام جهانی ۲۰۱۸ روسیه به علت 140 روز کار پرفشار بیست ساعت در روز به شهر دبی کشور امارات متحده عربی رفته و فقط خوابیده است . این مربی ایرلندی در بخشی دیگر از سخنانش گفته که 6 ماه قبل از جام جهانی شروع به آنالیز بازی های اسپانیا کرده اگرچه همیشه تمرکز تیم مربی گری ایران روی اولین بازی با مراکش بوده اما او پشت صحنه اطلاعات زیادی درباره تیم اسپانیا جمع آوری می کرد . مک درموت در بخش پایانی صحبت هایش با سایت بلفست لایو ادعا کرده که من با پانزده مربی کار کرده ام که هر کدام نقاط قوت و ضعفی داشته اند و با هم متفاوت بوده اند اما احتمالاً کی روش بیشترین تاثیر را روی من داشته است این مربی ایرلندی خاطر نشان کرده که سبکی که کی روش کارها و ایده ها را جمع بندی می کند، خیلی مهم است چون همه می توانند سنگ های بزرگ را ببینند اما سنگریزه ها هستند که شما را به بالا می رسانند (تاکید بر جزئیات).

## دوران بازیگری
از افتخارات دوران بازیگری میک مک درموت می‌توان به سابقه بازی در لیگ حرفه‌ای آمریکا (USL-2) با تیم Connecticut Wolves اشاره کرد. همچنین وی از سال ۱۹۹۲ تا ۲۰۰۲ در باشگاه‌های مختلفی به صورت حرفه‌ای بازی می‌کرد.

## دوران مربیگری
مک درموت در سال ۲۰۰۲ بعد از یک سال بازی در تیم Connecticut Wolves، در همان تیم مربیگری را با اضافه شدن به کادرفنی با نقش دستیار آغاز کرد. مک درموت علاوه برداشتن تحصیلات و تجربه بالا در زمینه بدنسازی، مدرک مربیگری سطح A یوفا را نیز در اختیار دارد. او کار با بسیاری از مربیان سطح بالای فوتبال را در سال‌هایی که در کشور امارات در تیم‌های العین و النصر مشغول فعالیت بود، تجربه کرده‌است.
میک مک درموت در مصاحبه‌ای با سایت ساکر بنتر گفته‌است: «من با ۱۰ مربی حرفه‌ای و کاربلد فوتبال سابقه کار داشته‌ام و هر کدام آن‌ها با یکدیگر متفاوت هستند.» وی در این مصاحبه والتر زنگا، چیچ و وینفرید شفر را جزو بهترین مربیانی که با وی کار کرده‌اند محسوب نمود.

### استقلال
مک درموت در سال ۲۰۱۷ به عنوان کمک مربی، تمرین دهنده و مربی بدنساز به باشگاه استقلال تهران پیوست و به همراه سایر اعضای کادرفنی این تیم هدایت استقلال تهران را در لیگ برتر هفدهم برعهده داشت.
وی پس از درگیری با سید مهدی رحمتی، دروازه بان و کاپیتان تیم استقلال ، از این تیم اخراج شد.

## آمار مربی‌گری
تا تاریخ ۲۶ سپتامبر ۲۰۱۷
| تیم                  | از              | تا           | نتایج | نتایج | نتایج | نتایج | نتایج  | نتایج    | نتایج | نتایج |
| تیم                  | از              | تا           | بازی  | برد   | مساوی | باخت  | گل زده | گل خورده | +/-   | برد % |
| -------------------- | --------------- | ------------ | ----- | ----- | ----- | ----- | ------ | -------- | ----- | ----- |
| استقلال تهران (موقت) | ۲۱ سپتامبر ۲۰۱۷ | ۲ اکتبر ۲۰۱۷ | ۱     | ۱     | ۰     | ۰     | ۲      | ۱        | —     | ۱۰۰   |
| مجموع                | مجموع           | مجموع        | ۱     | ۱     | ۰     | ۰     | ۲      | ۱        | —     | ۱۰۰   |